# Pär Lindholm
Pär Lindholm (* 5. Oktober 1991 in Kusmark) ist ein schwedischer Eishockeyspieler, der seit Mai 2022 wieder bei Skellefteå AIK aus der Svenska Hockeyligan (SHL) unter Vertrag steht und dort auf der Position des Centers spielt. Mit der schwedischen Nationalmannschaft nahm Lindholm an den Olympischen Winterspielen 2018 teil.

## Karriere
Pär Lindholm wurde in Kusmark geboren und spielte in seiner Jugend im nur wenige Kilometer entfernten Skellefteå in den Nachwuchsabteilungen des Skellefteå AIK. Ab der Saison 2008/09 lief er für deren J20 in der J20 SuperElit auf, der höchsten Juniorenliga Schwedens, bevor er in den folgenden beiden Jahren auch zu sporadischen Einsätzen für die Profimannschaft des Vereins in der Elitserien kam, ohne sich dort jedoch zu etablieren. In der Folge verbrachte der Angreifer die Spielzeiten 2010/11 und 2011/12 leihweise beim IF Sundsvall Hockey in der zweitklassigen Allsvenskan, wobei er den Abstieg des Teams 2012 nicht verhindern konnte. Zur folgenden Saison wechselte Lindholm gar in die drittklassige Division 1 und verbrachte dort ein Jahr beim Piteå HC, bevor er sich zum Spieljahr 2013/14 dem Karlskrona HK anschloss und somit in die Zweitklassigkeit zurückkehrte.
Für Karlskrona gelangen dem Center 42 Scorerpunkte in 52 Spielen, sodass er sich unter den zehn besten Scorern der Liga platzierte, den Aufstieg mit dem Team allerdings verpasste. Die Rückkehr in die höchste Liga des Landes gelang ihm aber dennoch, indem er im April 2014 zu seinem Ausbildungsverein nach Skellefteå zurückkehrte und dort einen Zweijahresvertrag unterzeichnete. Dieser wurde nach Ablauf um zwei Jahre verlängert, während Lindholm mit dem Team in den Jahren 2015, 2016 und 2018 das Finale der Playoffs erreichte, allerdings jeweils mit der Vizemeisterschaft vorliebnehmen musste. Seine persönliche Statistik steigerte er dabei in der Saison 2017/18 deutlich auf 47 Punkte auf 49 Spielen und wurde damit viertbester Scorer der Svenska Hockeyligan, sodass er sich in der Folge zu einem Wechsel nach Nordamerika entschloss und im Mai 2018 einen Einjahresvertrag bei den Toronto Maple Leafs unterzeichnete.
In Diensten der Maple Leafs gelang dem Schweden der sofortige Sprung in die National Hockey League ohne den Umweg über die American Hockey League zu gehen. Bis zum Februar 2019 absolvierte er 61 Spiele für Toronto, ehe er im Tausch für Nic Petan zu den Winnipeg Jets transferiert wurde. Dort beendete er die Saison und unterzeichnete anschließend im Juli 2019 als Free Agent einen Zweijahresvertrag bei den Boston Bruins. Diesen erfüllte Lindholm jedoch nicht, da er kurz nach Beginn der Saison 2020/21 im Februar 2021 abermals zu Skellefteå AIK zurückkehrte. Von dort wechselte er im Mai 2021 zu Ak Bars Kasan aus der Kontinentalen Hockey-Liga (KHL), um im Mai abermals nach Skellefteå zurückzukehren.

### International
Ohne zuvor eine schwedische Junioren-Auswahl bei einem großen Turnier vertreten zu haben, debütierte Lindholm für die A-Nationalmannschaft Schwedens im Rahmen der Euro Hockey Tour 2017/18 und gehörte wenig später auch dem Kader für die Olympischen Winterspiele 2018 an. Er profitierte dabei von der Entscheidung der NHL, ihre Saison für diese Winterspiele nicht zu unterbrechen und ihre Spieler somit für eine Teilnahme zu sperren. In Pyeongchang kam der Angreifer auf vier Einsätze und beendete das Turnier mit den Tre Kronor auf dem fünften Rang. Anschließend vertrat Lindholm sein Heimatland bei der Weltmeisterschaft 2021 und belegte dort mit dem Team den neunten Rang.

## Erfolge und Auszeichnungen
| - 2009 Schwedischer U18-Vizemeister mit dem Skellefteå AIK - 2011 Schwedischer U20-Vizemeister mit dem Skellefteå AIK - 2011 Schwedischer Vizemeister mit dem Skellefteå AIK - 2015 Schwedischer Vizemeister mit dem Skellefteå AIK | - 2016 Schwedischer Vizemeister mit dem Skellefteå AIK - 2018 Schwedischer Vizemeister mit dem Skellefteå AIK - 2023 Schwedischer Vizemeister mit dem Skellefteå AIK |

## Karrierestatistik
Stand: Ende der Saison 2022/23

### International
Vertrat Schweden bei:
- Olympischen Winterspielen 2018
- Weltmeisterschaft 2021
- Weltmeisterschaft 2023

(Legende zur Spielerstatistik: Sp oder GP = absolvierte Spiele; T oder G = erzielte Tore; V oder A = erzielte Assists; Pkt oder Pts = erzielte Scorerpunkte; SM oder PIM = erhaltene Strafminuten; +/− = Plus/Minus-Bilanz; PP = erzielte Überzahltore; SH = erzielte Unterzahltore; GW = erzielte Siegtore; 1 Play-downs/Relegation; Kursiv: Statistik nicht vollständig)